# Ryan Driller
Ryan Driller, pseudonimo di Adam Cuculich (Littleton, 17 agosto 1982), è un attore pornografico statunitense.

## Biografia
Nato e cresciuto a Littleton, Colorado, dove si è diplomato alla Arapahoe High School. Vissuto per sette anni a Key West in Florida, dove ha lavorato come speaker radiofonico, barista e bagnino.
Nel 2008 inizia la sua carriera nel mondo della pornografia, quando aveva 26 anni. Dietro lo pseudonimo di Jeremy Bilding ha lavorato nel campo della pornografia gay partecipando a numerosi film nel ruolo di attivo. Come performer gay ha vinto due Grabby Awards e ha ottenuto una candidatura ai XBIZ Awards come Gay Performer of the Year. Nel 2011 si ritira dalla pornografia gay e cambia il suo nome d'arte in Ryan Driller per lavorare nella pornografia eterosessuale. La sua nuova carriera lo vede partecipare a oltre 300 film, ottenendo numerose candidature a vari premi del settore.
Nel 2016 vince il premio di Male Performer of the Year agli XBIZ Awards.

## Riconoscimenti
AVN Awards
- 2019 - Best Group Sex Scene per After Dark con Tori Black, Jessa Rhodes, Mia Malkova, Abella Danger, Kira Noir, Vicki Chase, Angela White, Ana Foxxx, Bambino, Mick Blue, Ricky Johnson e Alex Jones[4]
- 2021 – Best Group Sex Scene per Climax con Angela White, Whitney Wright, Britney Amber, Jane Wilde, Avi Love, India Summer, Seth Gamble e Codey Steele [5]
- 2024 - Best VR One-on-one Sex Scene per Dante's Inferno: Beatrice A XXX Parody con Blake Blossom[6]

XBIZ Awards
- 2014 - Best Scene - Parody Release per Man of Steel XXX: An Axel Braun Parody con Kendall Karson[7]
- 2016 - Male Performer of the Year[8]
- 2016 – Best Sex Scene - Feature Release per Marriage 2.0 con India Summer[9]
- 2016 – Best Sex Scene - Parody Release per Wonder Woman XXX: An Axel Braun Parody con Kimberly Kane[10]
- 2017 – Best Sex Scene - Vignette Release per All Natural Saints con Elsa Jean[11]
- 2018 – Best Scene - Feature Movie per An Incovenient Mistress con Jessica Drake e Michael Vegas[12]
- 2018 – Best Sex Scene - Couples-Themed Release per It's Complicated con Gracie Glam[13]
- 2024 - Best Sex Scene - Virtual Reality per Wet & Wild in Tulum con Kylie Gunner, Kylie Rocket, August Skye, Violet Starr e Oliver Davis[14]
- 2025 - Best Sex Scene - Virtual Reality per Palm Royale con Blake Blossom, Romi Rain e Nicole Aniston[15]

NightMoves Award
- 2015 - Male Performer Of The Year[16]